# Central Application Service for Physician Assistants
Central Application Service for Physician Assistants (CASPA) é um serviço de aplicação para assistente médico similar ao vestibular, utilizado nos Estados Unidos.
O exame é utilizado como critério para entrada em mais de 150 escolas pelo país, incluindo a Duke University, Emory University, George Washington University, University of Utah, e University of Texas Southwestern Medical Center.